# Райс, Ромуальд
Ромуа́льд А́дам Райс (польск: Romuald Adam Rajs; 30 ноября 1913, Яблонка, Бжозувский округ, Галиция и Лодомерия, Австро-Венгрия — 30 декабря 1949, Белосток, ПНР), также известен под кличкой «Бурый» — польский офицер Армии Крайовой в 1945-1946 годах, затем — командир 3-я Виленской бригады Национального Военного Союза (НВС), военный преступник, террорист. Казнен за преступления против мирного населения. В январе-феврале 1946 года банда Райса совершила массовое убийство 79 белорусов в Восточной Польше, признанное впоследствии актом геноцида.

## Биография
Родился в селе Яблонка (ныне Бжозувский повет, Подкарпатское воеводство, Польша).
Окончил общую школу и гимназию в Саноке, в 1929 поступил в унтер-офицерскую школу для малолетних. В 1934 году в звании капрала командирован в 85-й полк пехоты 19-й дивизии пехоты в Новую Вилейку (ныне район Вильнюса), а в 1936 переведён в 13-й пехотный полк. В 1938 переведен в конный взвод 85-го пехотного полка.
Во время сентябрьской кампании 1939 года 85-й полк действовал в районе Ловича в составе Армии «Пруссы». 5-6 сентября под Томашувом-Мазовецким полк был разбит немцами, а конные части Райса были окончательно разбиты 15 сентября 1939 года под Люблином. Отступавшая группа Райса была задержана и разоружена частями РККА под Ковелем и отправлена в тюрьму (бывший концлагерь польских властей) в Берёзу-Картузскую (ныне Брестская область, Белоруссия). Вскоре Ромуальд Райс был освобождён и выехал в Вильно.
В 1940 году был задержан и провёл два месяца в трудовом лагере. После освобождения действовал в составе Союза вооружённой борьбы, а после в Армии Крайовой. С 1943 был  командиром 1-й штурмовой роты 3-й Виленской бригады АК. Участвовал в боях с частями вермахта и литовскими коллаборационистами.
В июле 1944 года принимал участие в освобождении Вильнюса. После ареста командира бригады АК капитана Грациана Фруга органами НКВД принял командование и вывел подразделение из советского окружения в Рудницкую пущу (ныне территория Поставского района Белоруссии), а после распустил. В октябре 1944 года переехал в Белосток и по поддельным документам на имя Ежи Гураль присоединился к Народному войску польскому. С января 1945 года командовал взводом в батальоне Охраны государственных лесов в Хайнувке. В мае 1945 завербован майором Зигмундом Шэнделяжем в 5-ю Виленскую бригаду АК, куда Райс дезертировал из НВП вместе с ещё 29 солдатами.
7 сентября 1945 года майор Шэнделяж издал приказ о самороспуске 5-й Виленской бригады, но Райс отказался выполнить приказ и вместе со своим подразделением перешёл в Национальное военное сопротивление, где был повышен до звания капитана. Его подразделение получило пополнение (достигло 228 солдат) и отныне называлось 3-я Виленская бригада НВС. Отряд Райса вёл партизанскую борьбу, уничтожая оперативные группы НКВД, части Войска польского и милиционеров.

## Геноцид белорусов в 1946 году
28 января 1946 года солдаты капитана Райса вошли в деревню Лазицы, где в течение следующих дней задерживали крестьян православного вероисповедания и грабили их. После часть задержанных, умевших креститься и читать молитвы на польском языке, отпустили. Банда Райса отправилась в Хайнувку.
29 января солдаты «Бурого» совершили нападение на Хайнувку, убив двух советских солдат и ранив ещё двух. Также 13 советских солдат удалось разоружить. После отряд отправился к Бельску.
30 января в лесу у деревни Старые Пухалы 31 белорусский крестьянин был убит (речь о крестьянах, захваченных в Лазицах), убийства были совершены обухами топоров с особой жестокостью. 31 января солдаты Райса напали на деревни Залешаны и Волька-Выгоновская, где убили 16 местных жителей, включая женщин и детей.
2 февраля 1946 года были сожжены деревни Зани (24 убитых жителя) и Шпаки (9 убитых жителей).
30 апреля 1946 3-я Виленская бригада НВС была разбита войсками Корпуса внутренной безопасности Польши. В ноябре 1946 года капитан Райс выехал сначала в Эльблонг, а в апреле 1947 в Карпач, где устроился на работу в руководство района. Летом 1947 года приобрёл прачечную, которой руководил вместе с женой.
17 ноября 1948 был арестован по обвинению в совершении военных преступлений. В ходе следствия выдал местонахождение своего заместителя подпоручика К. Хмелевского, на которого пытался переложить ответственность. На судебном процессе в Белостоке 1 октября 1949 года был приговорен к смертной казни. Приговор приведен в исполнение 30 декабря 1949 года.

## Оценка деятельности
В 1995 году суд Варшавского военного округа отменил смертный приговор Ромуальда Райса с формулировкой, что убийства православных крестьян совершались в «условиях высшей необходимости для восстановления независимости польского государства», а наследникам Райса выплатили компенсации. 
Персона Ромуальда Райса является объектом героизации для праворадикальных политических сил Польши, что вызывает осуждение со стороны белорусских политиков.

## Польско-белорусский дипломатический скандал вокруг реабилитации «Бурого»
В марте 2019 года разгорелся дипломатический скандал между Минском и Варшавой, поводом для которого стала деятельность Института национальной памяти, направленная на реабилитацию Ромуальда Райса.
В апреле 2002 года Ведомственная комиссия по расследованию преступлений против польского народа Института национальной памяти в Белостоке начала расследование дела «Бурого». 30 июня 2005 года, после трёхлетнего расследования, комиссия признала, что отряд, которым командовал Райс, безусловно виновен в преступлениях против православного гражданского населения.
Однако 11 марта 2019 года Институт национальной памяти выпустил коммюнике, где сообщалось, что по мнению историка INP доктора Казимира Краевского и адвоката Гжегожа Вонсовского (фонд «Помни»), Райс «не действовал с намерением уничтожить белорусскую или православную общину, проживающую на нынешней территории Польши». Они считают, что Райс «создал ситуацию, в результате которой, независимо от его намерений, люди, которые ни при каких обстоятельствах не должны были пострадать, были убиты». В частности, в его оправдание они констатируют, что Райс имел возможность «сжечь не пять, а гораздо больше белорусских деревень в повяте Бельск-Подляшский». В итоге они объявили Райса невиновным, так как согласно закону «от 23 февраля 1991 года о признании недействительными решений, принятых в отношении лиц, репрессированных за деятельность в пользу независимого существования Польского государства, признание судебного решения недействительным следует считать равнозначным оправданию».
12 марта 2019 года пресс-секретарь МИД Беларуси Анатолий Глаз сообщил журналистам, что официальный Минск требует от Варшавы публичных официальных объяснений по факту оправдания Райса. Для дачи объяснений в белорусское министерство был вызван польский посол Артур Михальский.
После этого Анджей Позорский, руководитель следственного отдела Института национальной памяти, заявил, что коммюнике не было с ним согласовано. А 21 марта 2019 года Институт национальной памяти опубликовал официальное заявление, в котором сообщалось:

«Комиссия по расследованию преступлений против польской нации не ведет никаких новых разбирательств в отношении расследования S 28/02/Zi, закрытого в 2005 году. Хотя авторы этих публикаций спорят с его выводами, их исследование не имеет юридической силы и не влияет на его результаты. Свобода исследований позволяет историкам ссылаться на результаты исследования и даже подвергать их сомнению».